# Bernardo Piñango
Bernardo Jose Piñango (Caracas, 9 febbraio 1960) è un ex pugile venezuelano.

## Palmarès

### Olimpiadi
- 1 medaglia:
  - 1 argento (Mosca 1980 nei pesi gallo)